# Heinrich Mataja
Heinrich Mataja (14. března 1877 Vídeň – 23. ledna 1937 Vídeň) byl rakouský křesťansko sociální politik, na počátku 20. století poslanec Říšské rady, v poválečném období poslanec rakouské Národní rady, státní tajemník (ministr) vnitra Německého Rakouska a ministr zahraničních věcí Rakouska.

## Biografie
Vychodil národní školu, gymnázium a pak vystudoval práva. Působil jako advokát. Angažoval se v Křesťansko sociální straně Rakouska. Od roku 1900 byl členem vídeňské obecní rady.
Na počátku 20. století se zapojil i do celostátní politiky. V doplňovacích volbách v říjnu roku 1913 získal místo zesnulého poslance Franze Schuhmeiera mandát v Říšské radě (celostátní zákonodárný sbor) za obvod Dolní Rakousy 6. Poslanecký slib složil 21. října 1913. Usedl do poslanecké frakce Křesťansko-sociální klub německých poslanců. Ve vídeňském parlamentu setrval až do zániku monarchie. Profesně byl k roku 1911 uváděn jako dvorní a soudní advokát a městský radní.
Po válce zasedal v letech 1918–1919 jako poslanec Provizorního národního shromáždění Německého Rakouska (Provisorische Nationalversammlung) následně od 4. března 1919 do 9. listopadu 1920 jako poslanec Ústavodárného národního shromáždění Rakouska a pak byl od 10. listopadu 1920 do 1. října 1930 poslancem rakouské Národní rady. Zároveň měl i vládní posty. Od 30. října 1918 do 15. března 1919 byl státním tajemníkem (ministrem) vnitra Německého Rakouska v první vládě Karla Rennera. Později, od 20. listopadu 1924 do 15. ledna 1926, zastával funkci ministra zahraničních věcí Rakouska.
Jeho nevlastním bratrem byl Viktor Mataja, rakouský politik a předlitavský ministr.